# Txalaparta

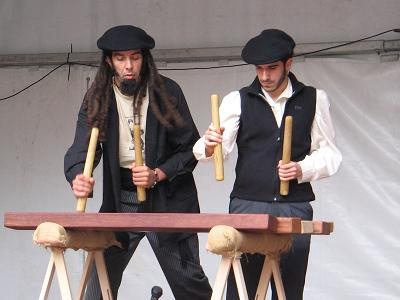
Muzycy w tradycyjnych baskijskich nakryciach głowy podczas gry na txalaparta – widoczne wysokie ułożenie krótkich desek

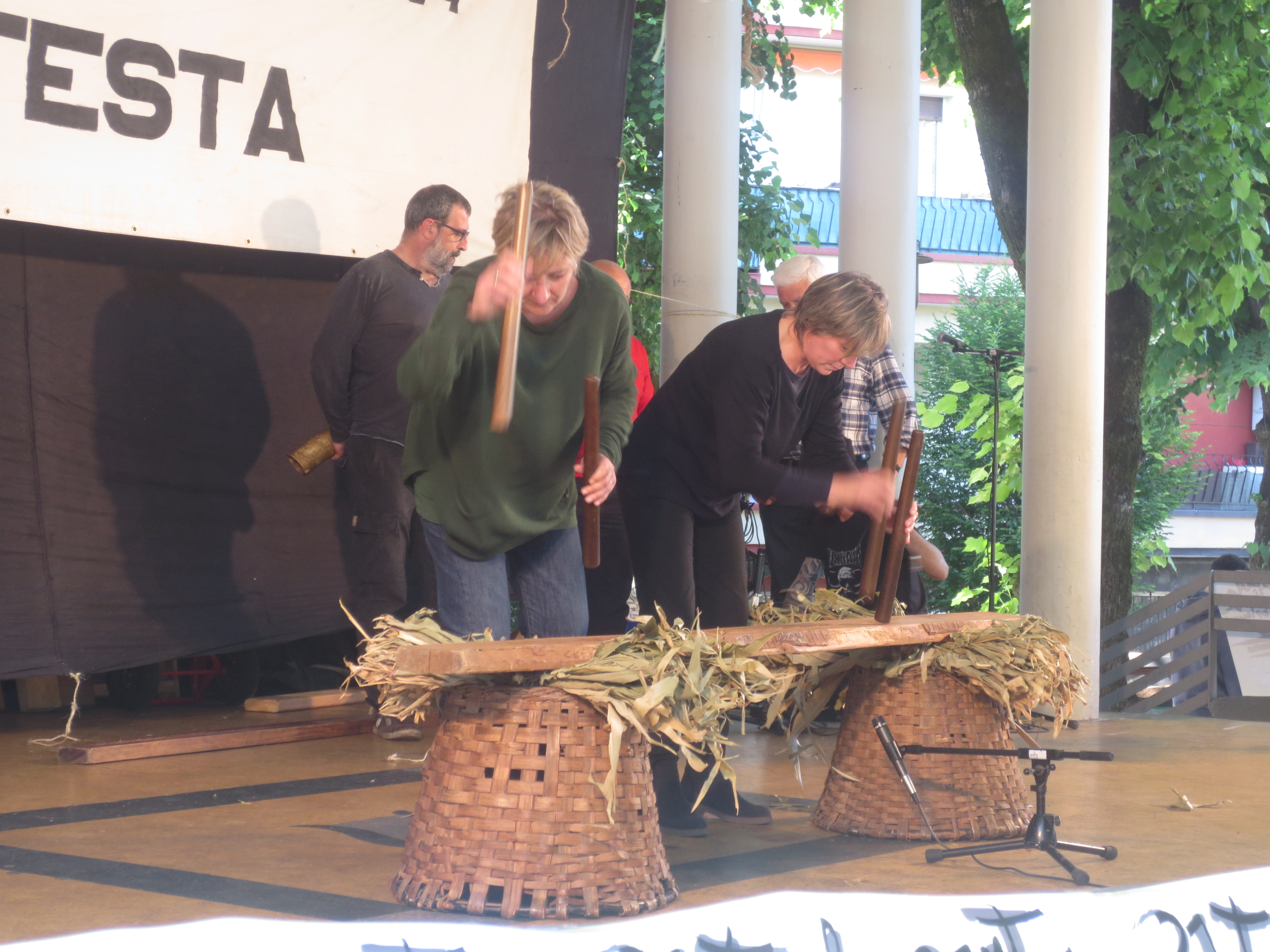
Gra na txalaparta podczas festiwalu: długość desek i niskie ułożenie nawiązują do tradycyjnej formy wykonawstwa

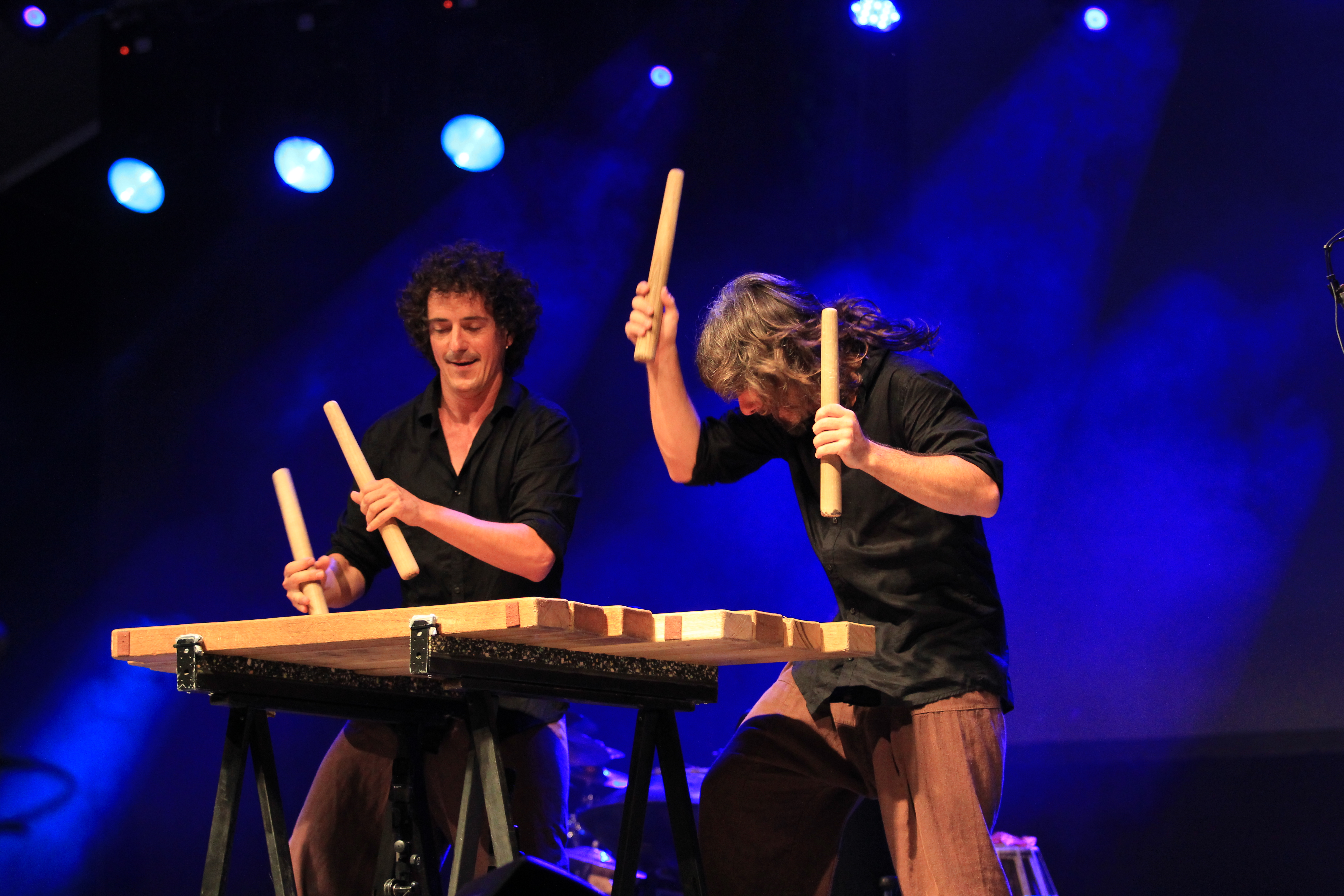
Muzycy z Oreka TX podczas gry na txalaparta

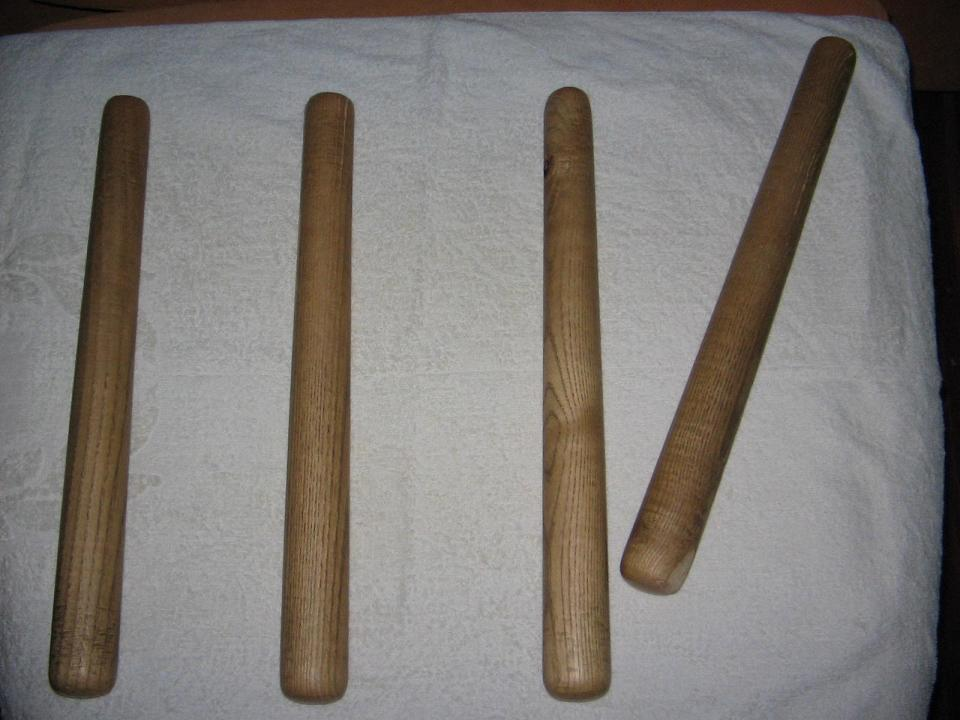
Pałki makilak do gry na txalaparta

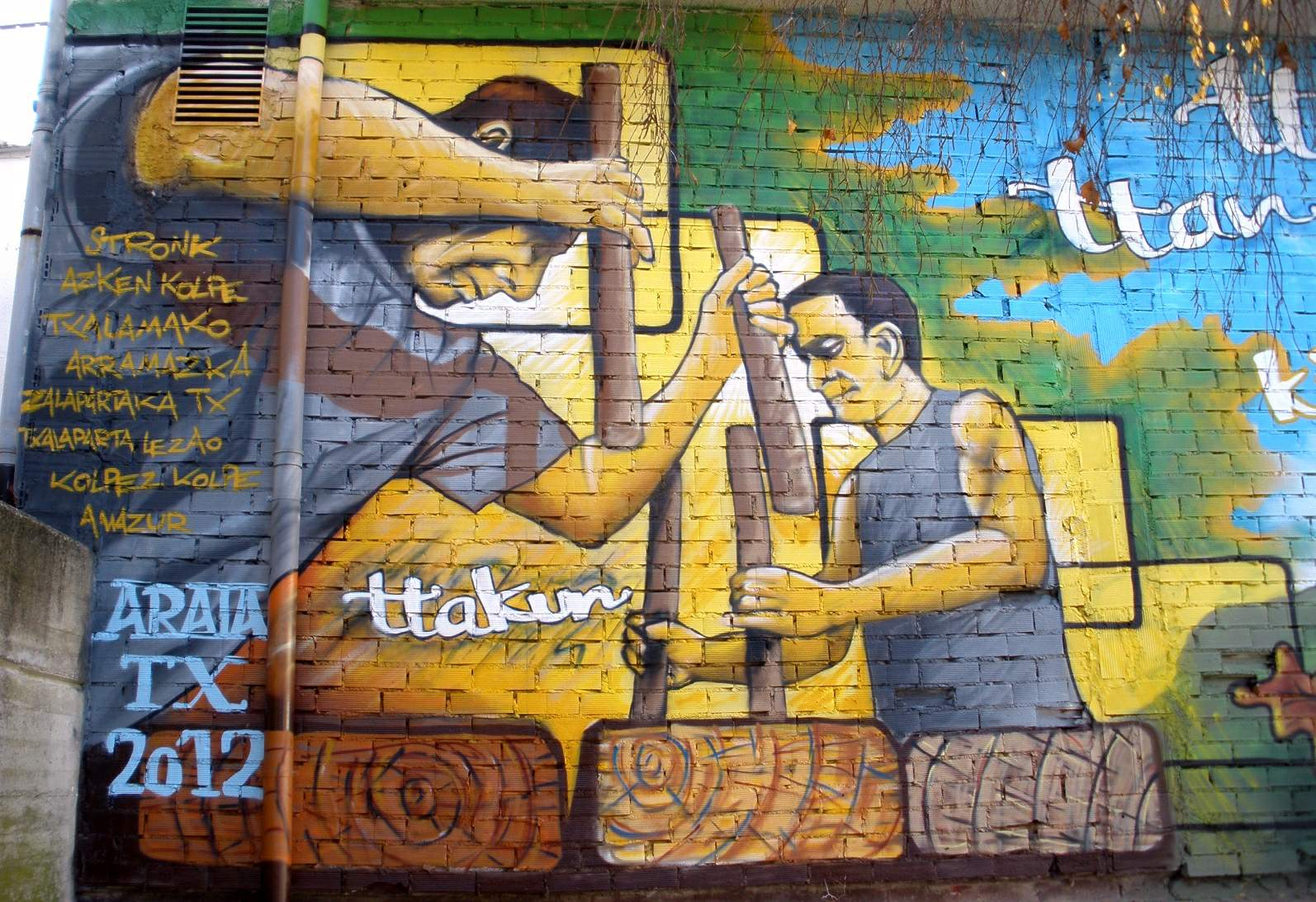
Muzycy podczas gry na txalaparta – mural

Txalapartaⓘ – baskijski tradycyjny instrument muzyczny perkusyjny (klasyfikacja Hornbostela-Sachsa: 111.222, idiofony). Nazwa pochodzi zależnie od regionu od słowa oznaczającego hałas lub kłus konia.

## Materiał i konstrukcja
Txalaparta tradycyjnie była wykonana z lokalnie występującego drewna (kasztan, olcha, wiśnia itp.). Obecnie często stosuje się gatunki drewna z Afryki Zachodniej i Karaibów (iroko, sapele, elondo). Nowością jest także stosowanie kamienia i metalowych rurek (grupa Gerla Beti, która powstała w latach 80. XX wieku, nazywa ten wariant harriparta).
Tradycyjna konstrukcja instrumentu (txalaparta zaharra) składała się z pary długich, ponad dwumetrowych drewnianych desek o grubości 5 cm i szerokości 15–20 cm ułożonych poziomo na dwóch kozłach od prasy do wyciskania owoców, a także z uchwytu, w którym umieszczone są specjalne grube, zazwyczaj 50-centymetrowe pałki do gry – makilak. Zdarzały się pałki także znacznie dłuższe, np. o długości 88 cm.
Po obu stronach, między długą deską a podporami, umieszcza się wyschnięte liście kukurydzy: by izolować, ale i wywoływać wibracje podczas gry. Deski umieszczano też na koszykach.  
Tradycyjny rodzaj txalaparta, jak i gra prawie zanikły do lat 50. XX wieku. Muzykolog Juan Mari Beltran przyczynił się do odrodzenia gry na tym instrumencie: podczas swoich badań w latach 60. odkrył, że w dwóch miejscowościach (Lasarte i Astigarraga) kilka par braci nadal gra na txalaparta. Wkład w przywrócenie funkcjonowania instrumentu mieli także członkowie ruchu kulturalnego Ez dok amairu, który w latach 1966 (1965)–1972 gromadził aktywistów (muzyków, tancerzy, poetów itd.) pragnących obecności muzyki baskijskiej i twórczości w języku baskijskim.Oprócz przypomnienia tradycji gry na txalaparta zaczęli oni eksperymentować z montażem desek, dodawaniem innych materiałów itd.
Obecnie wykonawcy stosują również zmienioną formę instrumentu: dawne długie deski zastępuje się krótszymi i lżejszymi, używa się pianki i innych materiałów do owinięcia elementów, a pałki do wybijania rytmu standardowo nie przekraczają 37,5 cm oraz są lżejsze niż te oryginalne. Również wysokość ułożenia desek się zmieniła: obecnie układane są na wysokości bioder, podczas gdy dawniej były na wysokości kolan.
Tradycyjną formę instrumentu można spotkać podczas specjalnych okazji, takich jak festiwale czy oficjalne uroczystości kulturalne w Kraju Basków.

## Technika gry
Na txalaparta grają dwie osoby. Muzycy uderzają trzymanymi pionowo pałkami na zmianę lub równocześnie, w ustalonym rytmie o ułożone poziomo deski. Wykonawców nazywa się w języku baskijskim txalapartariak lub jotzaileak, a po hiszpańsku txalapartaris.
W tradycyjnej grze na txalaparta wyróżnia się dwa charakterystyczne rodzaje uderzeń: ttakuna i herrena. Pierwszy reprezentuje równowagę (dwa uderzenia jednego z graczy), podczas gdy drugi określa osobę, która próbuje innych kombinacji, które ją łamią lub przekręcają („herrena” oznacza utykanie). Cały występ jest w pewien sposób ukierunkowany na łamanie i przywracanie równowagi w melodii. Ważną zasadą jest nieingerowanie w przestrzeń gry drugiej osoby: zasada ta może być złamana w postaci obopólnej zgody na pokaz specjalnej sztuczki w trakcie występu. 
Sukces występu zależy w dużej mierze od dobrej współpracy muzyków, ustalenia przez nich wcześniej charakteru wykonania, „sztuczek”, biegłości w improwizacji i wzajemnej komunikacji.

## Tradycja i zasięg wykonywania
Txalaparta służyła jako narzędzie komunikacji o podobnej funkcji co dzwony kościelne. Informacje zakodowane w dźwięku używane były w czasie pogrzebu (hileta; także w trakcie pogrzebów członków ETA), uroczystości (jai) lub przy produkcji wapna gaszonego (kare) oraz przede wszystkim podczas produkcji cydru (sagardo). Po zrobieniu cydru uderzano w deskę, którą wyciskano wcześniej jabłka, aby przywołać sąsiadów. Rozpoczynała się uroczystość, podczas której grano na txalaparta i pito cydr.
Zasięg występowania gry na tym instrumencie to przede wszystkim  rejon San Sebastian i rzeki Urumea, czyli wiejskie okolice miast: Lasarte, Usurbil, Hernani, Ereñotzu, Urnieta, Altza-Intxaurrondo, Astigarraga, Ergobia i Andoain.